# За день до революции
«За день до революции» (англ. The Day Before the Revolution) — фантастический рассказ американской писательницы Урсулы Ле Гуин, написанный в 1974 году в качестве приквела к роману «Обделённые» («Обездоленный» пер. Ачеркан). Произведение было удостоено двух наград — премии Локус (1975) и Небьюла (1974) в номинации «лучший рассказ» (Best Short Story). На русском языке произведение публиковалось в двух сборниках (1998 и 2008 года), суммарным тиражом более 12000 экземпляров.
Рассказ повествует о событиях примерно двухсотлетней давности по отношению к роману, а именно — о последних днях жизни Лайи Асьео Одо, основательницы учения одонианства (анархизма). Лайе 72 года, она часто вспоминает своего давно погибшего мужа, Тавири Асьео, много общается с другими обитателями Дома, работает и пишет, но усталость и тоска дают о себе знать.
Подразумевается, что на следующий день после описываемых событий должно произойти нечто важное, всеобщая протестная демонстрация, которая перейдет в революцию. Лайя произносит фразу: «О, завтра меня здесь уже не будет» и поднимается по лестнице; ей становится дурно. По всей видимости, у женщины случился инсульт.